# Françoise Duparc

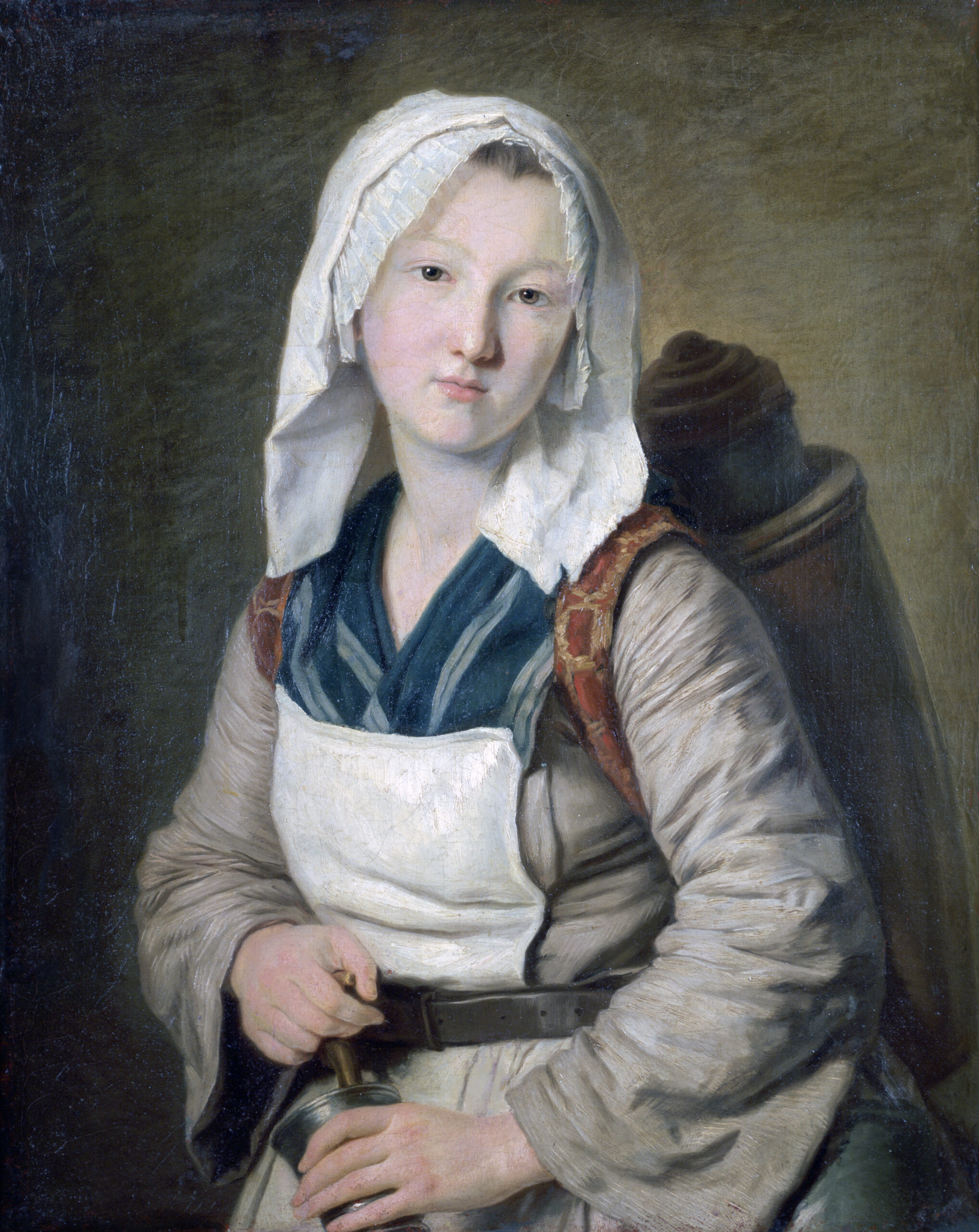
Marchande de tisane – Das Kräutermädchen

Françoise Duparc (* 15. Oktober 1726 in Murcia; † 11. Oktober 1778 in Marseille) war eine französische Genremalerin des 18. Jahrhunderts. Sie war eine der Hauptvertreterinnen des Rokoko.

## Leben
Françoise Duparc wurde 1726 als Tochter des Bildhauers Antoine Duparc und einer Spanierin in Murcia, wohin er 1720 zog, geboren. 1730 zog die Familie nach Marseille.
Françoise Duparc erhielt ihre erste künstlerische Ausbildung im Atelier ihres Vaters. Später studierte sie einige Jahre bei Jean Baptiste van Loo in Aix-en-Provence. 1745 zog sie zusammen mit ihrer Schwester nach Paris, wo sie viele Jahre erfolgreich arbeitete, bevor sie 1745 nach London zog. Dort nahm sie 1763 zum ersten Mal an einer Porträtausstellung teil. Spätestens 1771 ging sie zurück nach Marseille und wurde dort im Jahre 1776 an der dortigen Künstlerakademie aufgenommen. Françoise Duparc starb 1778 im Alter von 52 Jahren in Marseille.

## Werk (Auswahl)
Françoise Duparc porträtierte Menschen aus dem Volk, was im vorrevolutionären Frankreich fast verpönt war. Im Nachlassregister wurden 41 Gemälde aufgenommen, die in ihrem Atelier gefunden wurden. Davon gelangten vier ins Musée des Beaux-Arts in Marseille, in dem sie bis heute ausgestellt sind. Alle Bilder stellen Halbfiguren mit leicht geneigtem Kopf dar. Alle anderen Bilder sind verschollen. Da Françoise Duparc ihre Werke weder signiert noch datiert hat, könnte dies der Grund sein, dass die Künstlerin vergessen wurde.

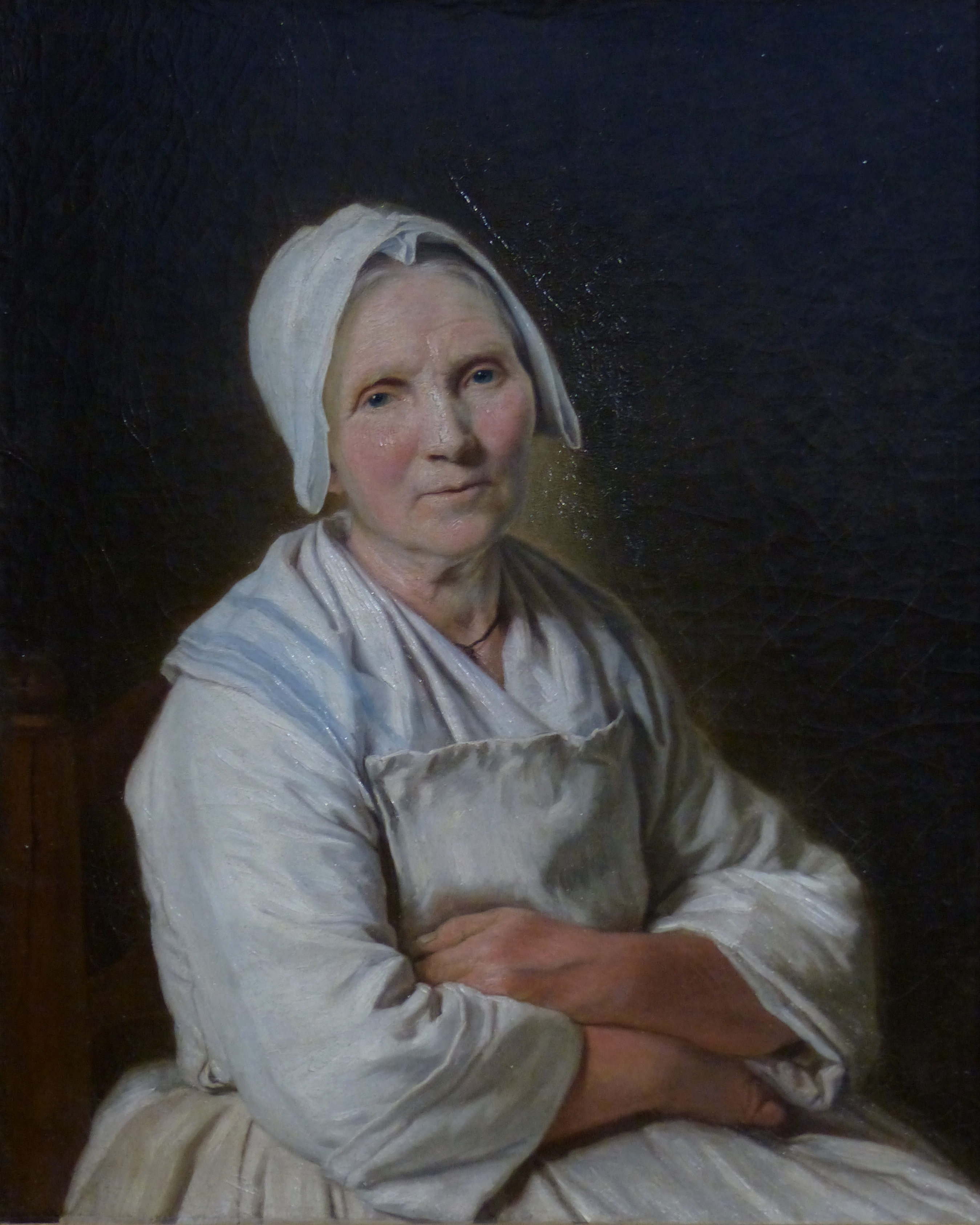
Vieille dame – Alte Frau

- Alte Frau, Musée des Beaux-Arts, Marseille[1]
- Man with a Beggar’s Bag, Öl auf Leinwand, Musée des Beaux-Arts, Marseille
- Das Kräutermädchen, Musée des Beaux-Arts, Marseille[1]
- Femme á l’ouvrage, Musée des Beaux-Arts, Marseille[5]

## Ausstellungen (Auswahl)
- 1763: Ausstellung in der Free Soc. of Artists, London[6]
- 1766: Soc. of Artists, London[6]
- 1961: Ausstellung über die Porträtmalerei in der Provence, Musée des Beaux-Arts, Marseille[1]
- 2020: Malerinnen, Musée du Luxembourg, Paris[3]

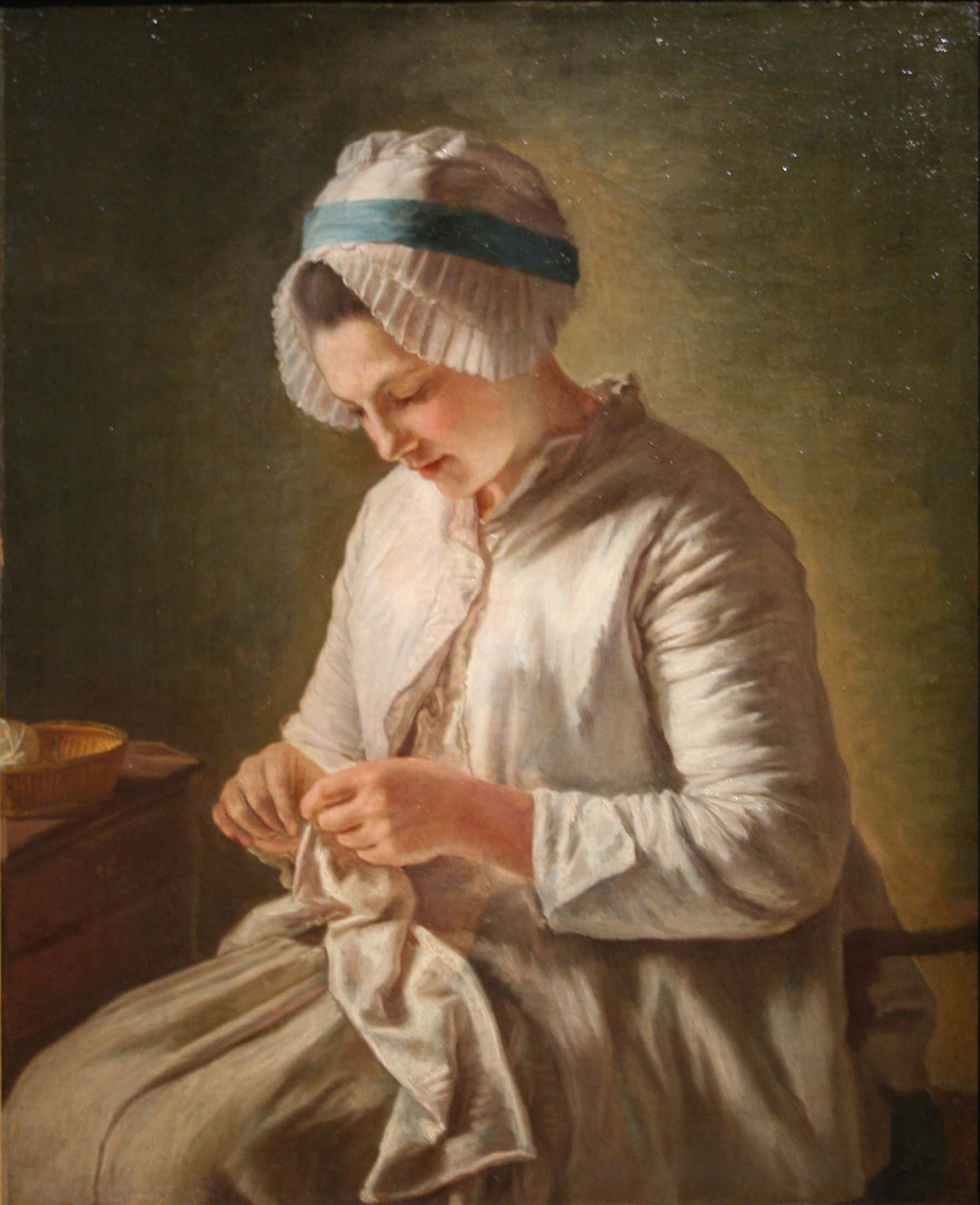
Femme cousant – Nähende Frau

## Rezeption
Erst im Jahre 1961 wurde Françoise Duparc im Rahmen einer Ausstellung über die Porträtmalerei in der Provence im Musée des Beaux-Arts in Marseille wiederentdeckt.
In der Ausgabe 206 der Revue d’histoire de la pharmacie (1970) wird das Werk „Die Arzneihändlerin“ in der deutschen Zusammenfassung auf Seite 176 folgendermaßen beschrieben: „Das Kunstmuseum in Marseille enthält ein Bild der provenzalischen Schule des 18. Jahrhundert. (…) Dieses Bild, das als eines der Meisterwerke der Malerin Françoise Duparc (…) gilt, stellt eine junge Frau dar, die ein graues Kleid mit weisser Latzschürze trägt, aus der oben ein blaugestreiftes Halstuch hervorragt. Sie trägt das weisse Häubchen der Frauen des Volkes. Eine Wasserkanne ist an ihren Schultern aufgehängt, und sie hält einen Becher in der linken Hand. Angeblich gibt es keine andere Darstellung dieses Volkstyps einer provenzalischen Händlerin.“
Im 4. Arrondissement in Marseille wurde eine Straße nach Françoise Duparc benannt.